# De komkommerprinses
De komkommerprinses is het 223ste stripverhaal van Jommeke. De reeks wordt getekend door striptekenaar Jef Nys.

## Personages
In dit verhaal spelen de volgende personages mee:
- Jommeke, Flip, Filiberke, Pekkie, Annemieke, Rozemieke, Professor Gobelijn.

## Verhaal
Bartolomeus Kraakbeen meert met zijn piratenschip aan op Knokeneiland in de Caribische zee. Charleston Kraakbeen, voorvader van de piraat, heeft ooit op het eiland een schat verborgen. Bartolomeus is daarom teruggekomen om de schat op te eisen die van hem is. Het eiland wordt nu geregeerd door koning Zilverbaard. Hij heeft met de schat zijn koninkrijk gebouwd. Bartolomeus is daarom kwaad en besluit om met zijn bemanning de dochter van de koning, prinses Sangriana, te ontvoeren en haar gevangen te houden tot koning Zilverbaard de troon afstaat aan Bartolomeus. Later komen Jommeke en zijn vrienden via de krant alles te weten. Samen met de tweelingbroer van Bartolomeus Kraakbeen en een beetje hulp van professor Gobelijn vertrekken ze richting Knokeneiland. Daar kunnen ze verwarring zaaien door het feit dat Bartolomeus een tweelingbroer heeft. Tot slot kunnen ze de prinses en het koninkrijk redden en de piraat kan ook worden gevangengenomen.

## Historische kaap
- Met dit album werd de kaap van 50 miljoen verkochte Jommekesstrips overschreden.[1]